# Haderup
 For alternative betydninger, se Haderup. (Se også artikler, som begynder med Haderup)
Haderup er en lille by i Midtjylland med 632 indbyggere  (2024), beliggende i Haderup Sogn. Byen hører til Region Midtjylland og ligger i Herning Kommune.